# Víðimýri

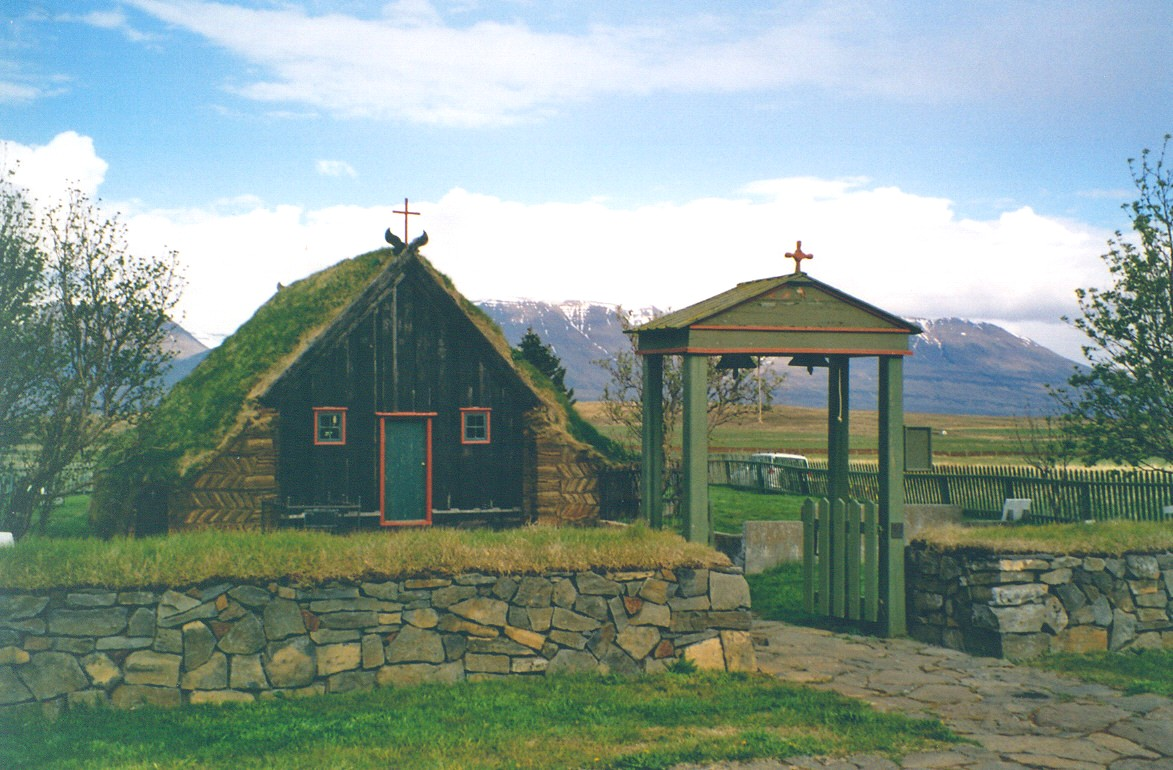
Víðimýrarkirkja

Víðimýri är en by i Skagafjörðurs kommun i Norðurland vestra i Island. Víðimýri är belägen söder om och ovanför Varmahlíð. Byn tillhörde förr i tiden Seyluhreppur. Byn är en gammal herrgård och var på 1100-talet och 1200-talet hövdingaresidenset i Norðurland. Här bodde asbirningarna från Kolbeinn Tumason till Kalv (Kálfr), Brand Kolbeinssons son. Den sistnämnde bodde där år 1262. På 1600- och 1700-talet var gården säte för sysslomannen. Byn Víðimýri består numera av åtta, nio gårdar.
Snorre Sturlasson utförde enligt Sturlungasagan en del arbeten i Víðimýri år 1220 efter vilka man kunde se resterna av på 1900-talet.

## Kyrkan i Víðimýri
Víðimýrarkirkja har troligen funnits i byn sedan kristendomens ankomst och en av prästerna som verkade där var Guðmundur Arason, sedermera biskop. Den nuvarande kyrkan uppfördes 1834. Den är nio meter lång och fyra meter bred. Det finns ett snidat skrank, som avdelar ett kor med väggfasta bänkar för husbondfolket. Långhuset har ståplatser för övrig menighet. Det finns en predikstol med ett litet fönster ovanför.
Kyrkan är sedan 18 december 2001 uppsatt på Islands tentativa världsarvslista. Efter listans uppdatering 7 februari 2011 ingår kyrkan i det tentativa världsarvet Torvhustraditionen.

## Fotogalleri

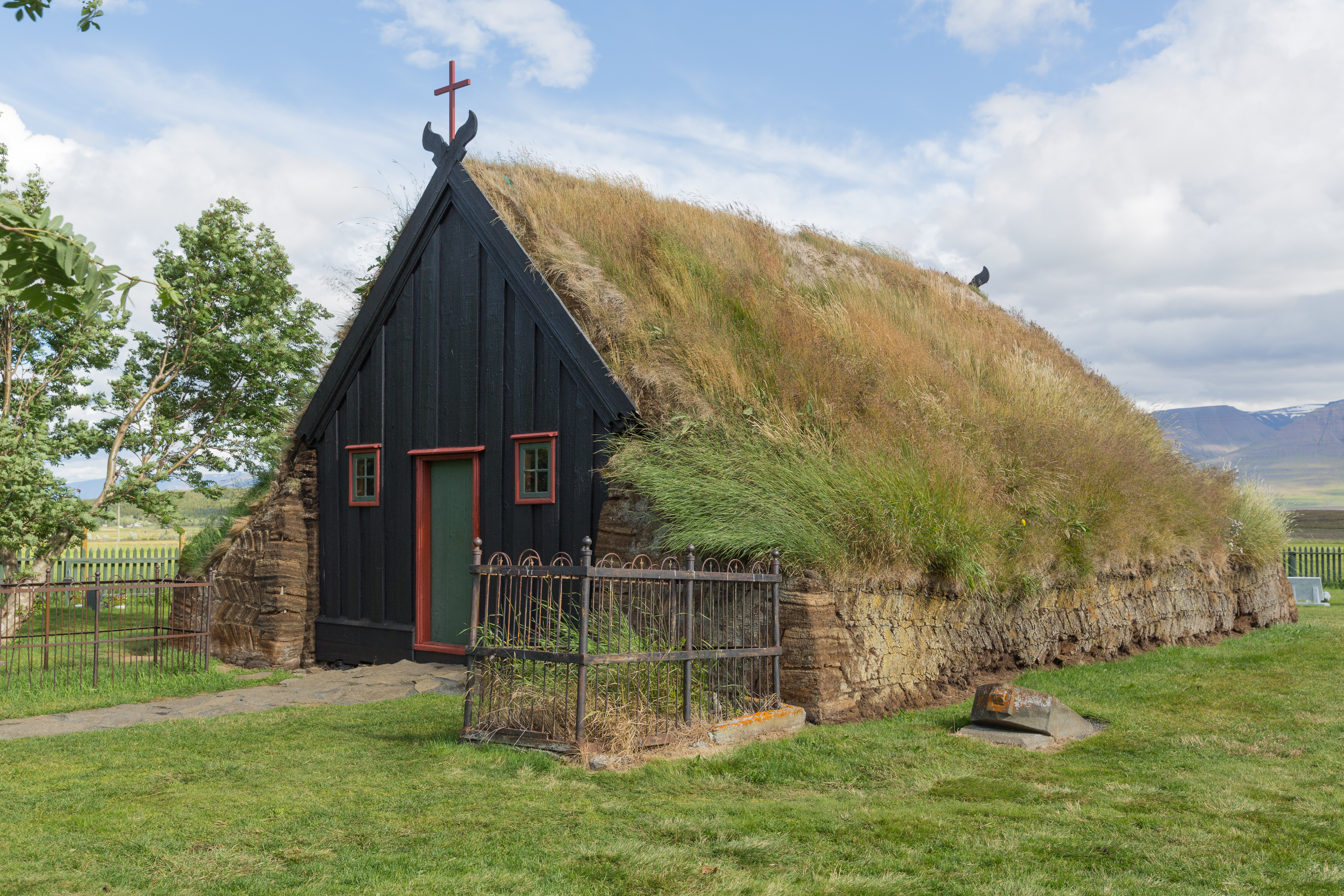
Víðimýrarkirkja
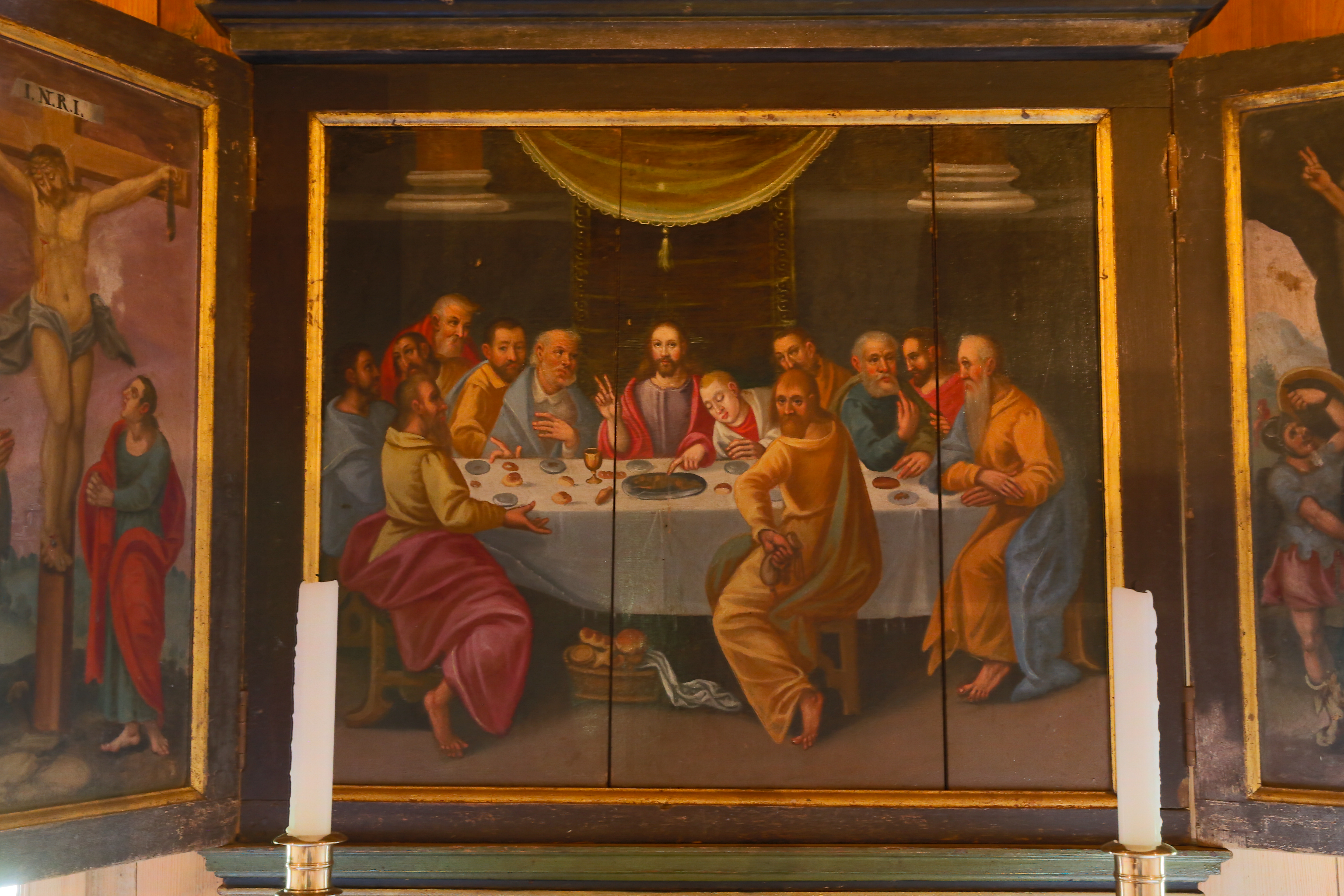
Altartavla
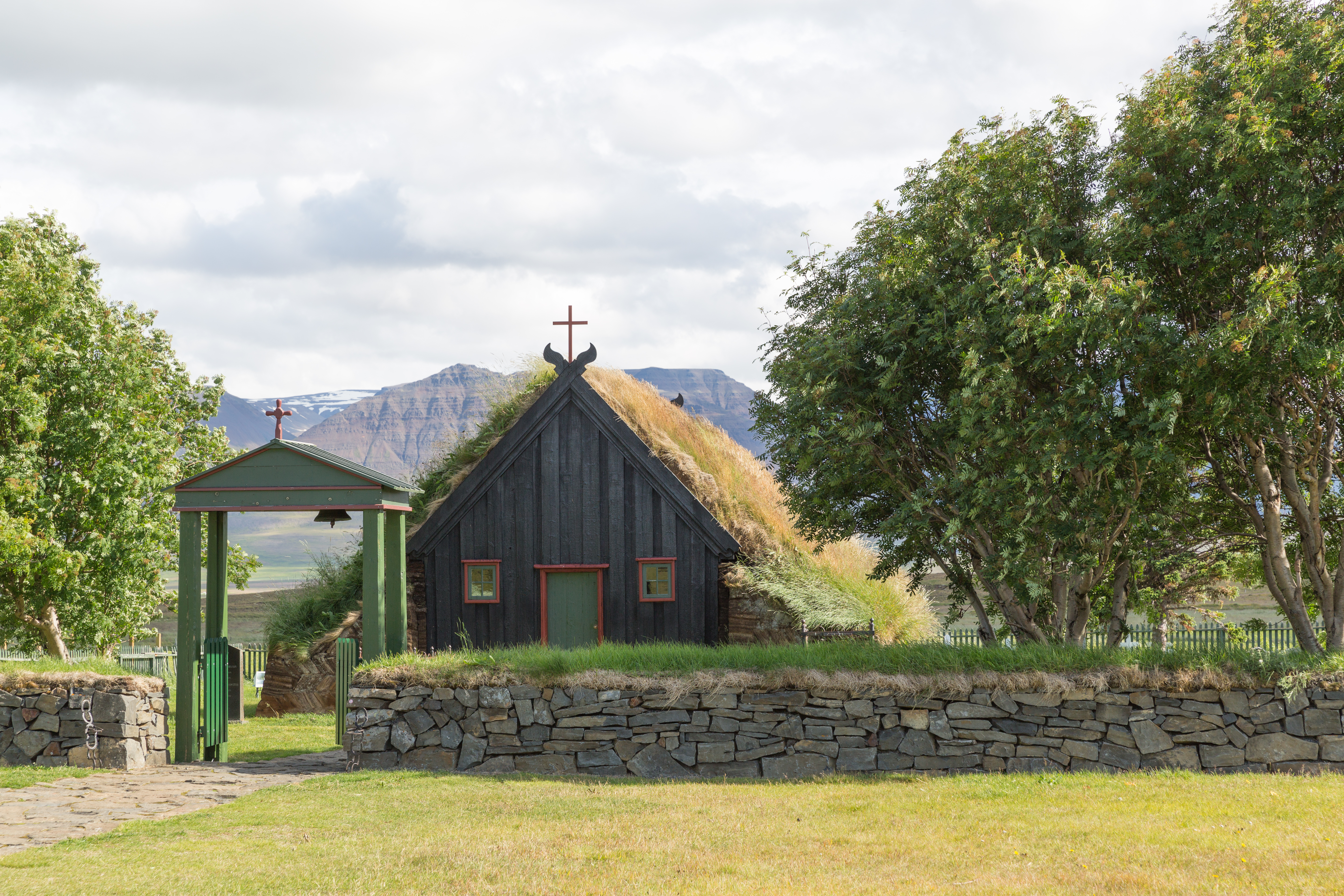
Víðimýrarkirkja med kyrkogårdsporten